# Muse
Muse so angleška rock skupina, ki so jo ustanovili Matthew Bellamy (vokal, kitara, klavir), Christopher Wolstenholme (bas, spremljevalni vokal, orglice) in Dominic Howard (bobni in tolkala). Znani so predvsem po energičnih in ekstravagantnih nastopih v živo, pri katerih uporabljajo laserske in light šove, LCD zaslone, velikanske robote ter akrobate, leta 2013 pa tudi igralce. Od leta 2015 v svoje šove vključujejo tudi t. i. drone (helikopterje na daljinsko upravljanje), saj se tema šova tako sklada z imenom njihovega novega albuma, ki so ga izdali junija lani. V živo jih na klaviaturah, tolkalih in dodatnih kitarah ter kaoss padu spremlja Morgan Nicholls (Gorillaz, Lily Allen, The Who ...).
Njihov četrti album, Black Holes and Revelations, je bil nominiran za nagrado Mercury, in bil na podlagi revije NME imenovan za tretji najboljši album leta 2006. Muse so prejeli tudi številne ostale nagrade, med drugim pet MTV-jevih Europe Music nagrad, šest Q nagrad, osem NME nagrad, dve Brit nagradi, MTV-jev Europe Music nagrado, štiri Kerrang! nagrade in American Music nagrado. Nominirani so bili tudi za pet Grammy-jev, dobili so jih dva; leta 2011 je bil z Grammyjem za najboljši rock album nagrajen album The Resistance, leta 2016 pa so bili nagrajeni z Grammyjem za album Drones, prav tako za najboljši rock album. Od junija 2015 so prodali več kot 15 milijonov albumov po celem svetu.
Poleti, 2018, so izdali film Drones, ki so ga predvajali samo en dan v izbranih kinematografih (med drugimi tudi v Cineplexxih Maribor, Kranj, Celje in Koper)
V prihodnje nameravajo izdati tudi posebno izdajo prvih dveh albumov z nekaj neizdanimi pesmimi z naslovom Origin of Muse. Bellamy je omenil da bo s tem prikazano kako so Muse skozi prvi in drugi album iskali svoj zvok..

## Zgodovina

### Nastanek in zgodnja leta (1994 – 98)
Vsi trije člani skupine so igrali vsak v svoji skupini med obiskovanjem kolidža v Teignmouthu v zgodnjih devetdesetih, nastanek Muse pa se je pričel, ko je Bellamy uspešno prestal avdicije za kitarista skupine, v kateri je bobne igral Dominic, in se je imenovala Carnage Mayhem. Po tem so povprašali Christopherja Wolstenholme-ja, ki je za čas igral bobne, če se bi lahko naučil igrati bas, ter se pridružil skupini. Wolstenholme se je strinjal ter se začel učiti bas, medtem ko se je Bellamy učil postati pevec in tekstopisec skupine.
Najprej so se Muse tako imenovali Gothic Plague. Kasneje so si nadeli ime Fixed Penalty, kasneje pa še Rocket Baby Dolls. S sliko gotskega in glam stila so se tako včlanili na lokalno tekmovanje bandov, na katerem so tudi zmagali, na koncu nastopa pa razbili vso opremo. Kmalu zatem se je trio odločil da opusti univerzo, pusti službe, in si ime spremeni v Muse, ter se preseli iz kraja Teignmouth. Ime za band je Matt dobil po njegovem profesorju Samuelu Theounu. Všeč jim je bilo tudi zato, ker je bilo kratko in je izgledalo odlično na posterjih.

### Prvi EP-ji (1998 – 2000)
Po nekaj letih ustvarjanja mreže oboževalcev so Muse igrali prve nastope v Londonu in Manchestru, ko so bili predskupina Skunk Anansie na njihovi turneji. Band je imel med turnejo pomemben sestanek z Dennisom Smithom, lastnikom studia Sawmills Studio (pretvorjeno poslopje vodnega mlina, ki se nahaja v Cornwallu). Skozi čas je opazoval tri fante, kako so odraščali, saj je bil prijatelj z njihovimi starši, imel pa je tudi podjetje za glasbeno produkcijo z bodočim menegerjem Muse, Safto Jafferyjem.
Rezultat sestanka je bil snemanje in izdaja prvega EP-ja, imenovanega kar Muse EP, izdanega 11. maja 1998. Njihov drugi EP, imenovan Muscle Museum EP, je bil izdan 11. januarja 1999 in je dosegel tretjo mesto na lestvici indie singlov, za band pa sta se začela zanimati tudi Steve Lamacq, britanski radio moderator, ter britanski glasbeni tednik NME. Dennis Smith je band predstavil Safti Jafferyju, s katerim je začel glasbeno založbo Taste Media. Kasneje, leta 1999 so Muse igrali na Woodstocku, na odru novih bandov. Muse so podpisali pogodbo z Smithom in Jafferyjem, ter pod njihovo založbo posneli prve tri albume.

## Showbiz (1999 – 2000)
Kljub uspehom, ki ga je trio doživljal z njihovim prvim EP-jem, pa britanske glasbene založbe niso hotele podpisati pogodbe z Muse. Po izletu v Newyorški CMJ festival, jih je Nanci Walker, takrat direktorica A&R v založbi Columbia Records, odpeljala v Ameriko na predstavitev banda Timu Devinu, predsedniku založbe Columbia Records, ter Ricku Rubinu iz American Recordings. Med potjo so 24 decembra, leta 1998, Muse podpisali pogodbo z Ameriško založbo Maverick Records. Ko so se vrnili nazaj iz ZDA, je njihova založba v britaniji, Taste Media, aranžirala sporazum z raznimi glasbenimi založbami v Evropi in Avstraliji, in jim pustila nadzor nad kariero skupine po državah. Kmalu se je timu pridružil John Leckie, kot tudi Paul Reeve, producent Muscle Museum EP-ja, ki sta skupaj z bandom posnela prvi studijski album, Showbiz (1999). Album je nazorno kazal na eni strani agresiven, na drugi pa melanholičen glasbeni stil skupine. Besedila so bila osredotočena na človeške odnose in težave, ki jih je band doživljal med tem, ko so se poskušali uveljaviti v Teignmouthu.

## Origin of Symmetry in Hullabaloo (2001 – 2002)
Med produkcijo drugega albuma, imenovanega Origin of Symmetry, je band začel eksperimentirati z glasbili in instrumentacijo. Tako je na albumu možno tudi slišati cerkvene orgle, živalske kosti, zadrge na hlačah in podobno. Album je vseboval veliko igranja na klavir ter tudi več elektronskih elementov kot prvi album. Bellamy je izdal tudi, da sta za kitarske efekte ter način igranja kriva dva njegova vzornika, Jimi Hendrix in Tom Morello iz Rage Against the Machine. Album vsebuje tudi cover pesmi "Feeling Good", Anthonyja Newleya in Leslieja Bricusseja.
Leat 2002 so Muse tožili Celine Dion, ko si je nameravala njeno predstavo v Las Vegasu preimenovati v "Muse", kljub temu, da ima skupina pravice do lastništva imena v svetu glasbe. Dion je skupini ponudila 50.000 dolarjev, vendar so Muse ponudbo zavrnili. Bellamy je kasneje dodal še da si ne želijo nastopati po svetu pred ljudmi, ki bi mislili da so Muse le osebni band Celine Dion. Kmalu se je Dion umaknila. Album Origin of Symmetry je bil iz strani kritikov sprejet zelo dobro, imel je povprečno oceno 9/10.
Založba Maverick je imela pomisleke glede stila Bellamyjevega glasa, povedali so da je radiu neprijazen, ter ga za to niso hoteli izdati v Ameriki. Kasneje so Muse zapustili Mavercik, album pa v Ameriki izdali leta 2005, ko so se pridružili založbi Warner Bros.
Muse so leta 2002 izdali »live« DVD, imenovan Hullabaloo. Vseboval je posnetek celotnega koncerta, ki so ga Muse odigrali v areni Le Zenith, v Parizu leta 2001, prav tako pa je vseboval dokumentarec o turneji. Skupaj z DVD-jem so izdali tudi kompilacijo B-sidov (pesmi, ki niso prišle na album), iz prvih dveh albumov, kot tudi avdio posnetke iz koncerta v Le Zenithu. Imenovala se je Hullabaloo Soundtrack.

## Absolution (2003-2005)
Tretji album skupine, Absolution (producenti Rich Costey, Paul Reeve in John Cornfield), je bil izdan septembra, leta 2003, in je hitro postal prvenec v Veliki Britaniji. Na albumu se je znašel tudi prvi hit skupine Muse, ki je bil vključen med top 10 hitov, imenovan Time Is Running Out, med top 20 hitov pa so bile uvrščene pesmi Hysteria, Sing for Absolution in Butterflies and Hurricanes.
Muse so kmalu začeli svetovno turnejo, ki je trajala približno eno leto, Muse pa so igrali po Avstraliji, Novi Zelandiji, Kanadi, ZDA in v Evropi, v Franciji. Del turneje v ZDA se je začel precej dramatično, saj se je Bellamy med igranjem v Atlanti, medtem ko je skakal po odru, s kitaro vdaril po glavi ter si presekal brado. Turneja se je nekaj dni za incidentom nadaljevala.
Skupina je leta 2004 igrala tudi na največjem open-air festivalu v Angliji, Glastonburyju. Skupina je po koncertu dejala, da je bil koncert najboljši koncert njihovih življenj. Howardov oče, William Howard, ki se je udeležil koncerta, je umrl za posledicami srčnega infarkta kmalu po koncertu. Bellamy je dejal, da so z Howardom preživeli en teden na samem, mu stali ob strani ter ga potolažili. Kasneje so nadaljevali s turnejo. Dobili so dve MTV Europe nagradi za najboljšo alternativno skupino ter Q nagrado za najboljši nastop v živo. Prav tako so za najboljši nastop v živo dobili nagrado Brit. Julija 2005 so Muse bili del Live Aid 8 v Parizu.
Leta 2003 je skupina tožila podjetje Nestlé, ki je uporabila njihovo pesem Feeling Good v reklami za Nescafé, brez njihovega dovoljenja. Denar, ki so ga dobili od tožbe so donirali dobrodelnem podjetju Oxfam.
Aprila 2005 je bil izdan neuradni DVD z biografijo Muse, imenovan Manic Depression, ni pa vseboval glasbe skupine. Band ni bil udeležen v projekt, ter ga ni izdal pod njihovo taktirko. 12 Decembra, leta 2005, pa so Muse izdali lasten DVD, z imenom Absolution Tour. Uradna izdaja je vsebovala urejene in zmontirane videoposnetke vrhuncev iz nastopa na Glastonburyju leta 2004, kot tudi posnetke iz koncerta v Earls Courtu v Londonu, Wembley Areni ter Wiltern Theatru v Los Angelesu.
Album Absolution je sčasoma v ZDA dobil zlato ploščo.

## Black Holes and Revalations in HAARP (2006 – 2008)
Leta 2006 so Muse izdali nov četrti album z naslovom Black Holes and Revalations, ki so ga Muse producirali skupaj z Richom Costeyem. Naslov albuma in teme v albumu so rezulat navdušenja skupine nad znanstveno fantastiko in političnim nasiljem.
Album je pristal na prvem mestu v Združenem Kraljestvu, večini Evrope ter v Avstraliji. Prav tako je bil uspešen v ZDA, kjer je dosegel deveto mesto na lestvici Billboardovih 200 najboljših albumov.
Pred izidom albuma je skupina imela nekaj promocijskih nastopov na televiziji. Z začetkom turneje Black Holes in Revalations, ki se je začela nekaj dni pred izidom albuma, so začeli z nastopi po nekaterih večjih festivalih. Glavno turnejo so začeli v ZDA konec julija do začetka avgusta 2006. Po zadnjem nastopu poleti so začeli evropsko turnejo, ki je vključevala večjo turnejo po arenah v Združenem Kraljestvu.
Album Black Holes adn Revalations je bil nominiran za nagrado Mercury Music Price leta 2006, vendar so zgubili ko so jih premagali skupina Arctic Monkeys. Album pa je prejel platinasto nagrado Europe po prodaji milijon kopij po Evropi. Prvi singel, Supermassive Black Hole je bil izdan in navoljo za prenos maja 2006, v prihajajočih mesecih pa so ga nasledile generalne izdaje singla, vse pred izdajo albuma. Avgusta 2006 so Muse imeli nastop v studijih Abbey Road za oddajo Live from Abbey Road. 
Drug single iz albuma, pesem Starlight, je bila izdana septembra 2006. Tretji single, Knights of Cydonia, je bil izdan na območju ZDA samo za radije že junija 2006, ter kasneje na območju Velike Britanije novembra istega leta. Četrti single, Invincible, je bil izdan aprila leta 2007, zadnji single, Map of the Problematique pa je bil izdan le za digitalni prenos junija 2007, ko so imeli koncert na stadionu Wembley v Londonu.
Muse so za turneje porabili November in večino Decembra 2006, ko so imeli turnejo po Evropi z britansko zasedbo Noisettes, ki je bila njihova predskupina. Turnejo so nadaljevali po Avstraliji, Novi Zelandiji in jugovzhodni Aziji v začetku leta 2007, ko so se poleti, istega leta, vrnili v Anglijo. Februarja 2007 so Muse prejeli drugo Brit nagrado za najboljšo britansko "live" zasedbo. 16. in 17. junija 2007 so Muse odigrali dve razprodani noči na takrat novo-prenovljenem Wembley stadionu v Angliji. S tem so postali prvi glasbeniki ki so kadarkoli razprodali nov Wembley. Oba koncerta sta bila posneta za njihov DVD/CD z naslovom HAARP, ki je bil izdan 17. marca 2008 v Združenem Kraljestvu in 1. aprila 2008 v ZDA. V ZDA ga je revija NME imenovala kot 40. najboljši koncertni album v zgodovini.
Turnejo po Evropi so nadaljevali julija 2007, preden so se vrnili v ZDA avgusta 2007 kjer so Muse igrali v razprodani dvorani Madison Square Garden v New Yorku. Igrali so tudi več festivalov kot so Austin City Limits, kjer so bili glavna točka, Oktobra 2007, pa so igrali na festivalu Vegoose, s skupinami kot so Rage Against the Machine, Daft Punk in Queens of the Stone Age. Muse so nadaljevali turnejo v vzhodni Evropi, Rusiji in Skandinaviji preden so se vrnili v Avstralijo in Novo Zelandijo. Zadnji nastop turneje Black Holes and Revalations je bil na vsakoletnem koncertu KROQ Almost Acoustic Christmas, ki ga prireja znan ameriški radio KROQ. Marca 2008 so imeli nastope v Dubaju, Johannesburgu in Cape Townu, 12. aprila istega leta pa so imeli "one-off" koncert v Royal Albert Hall-u v Londonu za pomoč pri organizaciji dobrodelni organizaciji Teenage Cancer Trust.
6. junija 2008 so Muse imeli nastop na festivalu Rock in Rio v Lizboni s skupinami kot so Kaiser Chiefs, The Offspring in Linkin Park. 13. avgusta so igrali tudi v Maralay Parku v Dublinu. Nekaj dni pozneje so Muse bili glavna točka na V Festivalu v Chelmsfordu 16. avgusta in Staffordshire-u 17. avgusta. 25. septembra 2008 so vsi trije člani dobili časten doktorat iz umetnosti iz strani Univerze v Plymouthu zaradi njihovega prispevanja k moderni glasbi.

## The Resistance (2009 – 2011)
Od septembra 2008 do septembra 2009 so Muse izdelovali njihov peti studijskem albumu imenovanem The Resistance, ki je bil posnet pri jezeru Como v Italiji, kjer je Matt imel osebni studio. Na začetku snemanja so za produciranje želeli najeti znanega producenta Ricka Rubina vendar so ga kmalu zavrnili, in album producirali sami s pomočjo Adriana Bushbyja. Bellamy se je sarkastično zahvalil Rubinu da jih je naučil kako se album ne producira. Po omembah, ki so prišle konec leta 2008, da se leta 2009 obeta nov album, so marca 2009 Muse na njihovem Twitter profilu objavili ime albuma, izdali so tudi tri videoposnetke iz snemanja v studiu. Med snemanjem albuma je Wolstenholme šel na rehabilitacijo saj je bil alkoholik. Prvi single, United States of Eurasia, je bil izdan 21. julija 2009, v sklopu projekta "Eurasia" ki ga je organizirala skupina, kjer so oboževalci po Evropi iskali USB ključke z delčki pesmi. Drug single, Uprising, je bil izdan 4. avgusta 2009. Novembra 2009 je bil izdan tretji single Undisclosed Desires, predzadnji single, Resistance, je bil izdan februarja 2010. Aprila 2010 so kot single izdali tudi zadnje tri pesmi albuma, imenovane Exogenesis Symphony. Album je bil izdan 14. septembra 2009.
Turneja za album The Resistance se je začela septembra 2009 z njihovim dolgo-pričakovanim nastopom v mestu Teignmouth v Devonu, vključevala pa je njihove nastope na večjih festivalih kot so Coachella, kjer so bili glavna točka, in nastop na stadionu Wembley leta 2010, kot tudi to da so bili predskupina U2 na njihovi znani 360 turneji po svetovnih stadionih. Januarja 2010 so Muse bili glavna točka tudi na festivalu Big Day Out v Avstraliji in Novi Zelandiji, ter na Glastonburyju 2010, kjer so bili glavna točka in so nastopali z glasbenimi točkami kot so Gorillaz in Stevie Wonder. Na odru se jim je pridružil tudi kitarist skupine U2, The Edge za pesem Where the Streets Have No Name, ko je pevec Bono moral preklicati nastop U2 na istoimenskem festivalu zaradi poškodbe hrbta Istega leta so bili tudi glavna točka na festivalu Oxegen, kjer so nastopali z izvajalci kot so Arcade Fire in Eminem. Aprila 2010 je skupina napovedala več datumov za njihovo takrat najdaljšo turnejo po ZDA, ki je segala od septembra do novembra 2010.
Maja 2010 so izdali tudi njihov single Neutron Star Collision (Love is Forever), za film Twilight Saga: Eclipse, čeprav jim, po besedah skupine, film ni pri srcu. Za njihove nastope v živo so 2. julija 2010 Muse dobili nagrado O2 Silver Clef iz strani Briana Maya in Rogerja Taylorja iz skupine Queen. Taylor je skupino opisal kot "verjetno najboljši "live" akt na svetu".
Septembra 2010 so Muse dobili nagrado iz strani MTV Video Music Awards v kategoriji najboljši posebni efekti za njihov videospot za single Uprising. 21. novembra 2010 so Muse odkorakali domov z nagrado American Music Awards za najljubšega izvajalca v kategoriji alternativnega rocka. 2. decembra 2010 so bili nominirani za tri Grammy nagrade, od tega so dobili eno, za najboljši rock album The Resistance.
Ker so Muse imeli velik "airplay" po radijskih postajah v ZDA so Muse bili razglašeni za Billboard izvajalec leta 2010 v kategoriji alternativnega rocka s pesmimi Uprising, Resistance in Undisclosed Desires, kjer so zasedle 1., 64. in 49. mesto na Billboardovi lestvici ob koncu leta. 30. julija 2011 so Muse bili predskupina za skupino Rage Against the Machine na njihovem edinem nastopu leta 2011 v Los Angelesu na festivalu L.A. Rising. Izbrali so jih Rage Against the Machine sami, igrali pa so tudi Rise Against, Lauryn Hill, Immortal Technique in El Gran Silencio. 13. avgusta 2011 so Muse bili glavna točka festivala Outside Lands v San Franciscu, istega meseca pa so tudi bili glavna točka na festivalih Reading in Leeds, kjer so praznovali 10. obletnico drugega albuma Origin of Symmetry. Za to priložnost so na obeh koncertih festivalov zaigrali vse pesmi iz albuma Origin of Symmetry kot si sledijo na albumu. Avgusta istega leta so Muse bili glavna točka tudi na festivalu Lollapalooza v Chicagu.

## The 2nd Law in Live at Rome Olympic Stadium (2012 – 2014)
Peti album, The 2nd Law, so izdelovali od oktobra 2011 do avgusta 2012. Sneman je bil v studijih Capitol v Los Angelesu, Shangri La v Malibuju in AIR Studios v Londonu. 14. Decembra 2011 je basist Wolstenholme v intervjuju povedal da bo nov album nekaj radikalno drugačnega od prejšnjih albumov in da bo na nek način potegnil črto nad obdobjem ki so ga imeli prej. Na albumu je pri pesmi Follow Me sodeloval tudi angleški elektronski trio Nero, pri pesmi Panic Station, pa je trobento v pihalni zasedbi igral Brad Haywood, ki je igral tudi na pesmi Suprestition, pevca in glasbenika Stevieja Wonderja. Aprila 2012 je v intervjuju Bellamy povedal da so v procesu izdelovanja novega albuma, po njegovih besedah so glavni vplivi na album bili francoski house duo Justice, in angleška elektro-rock skupina Does It Offend You, Yeah? čeprav se na albumu nahaja veliko glasbenih slogov, od funk glasbe do dubstep in hard rock glasbe. Dve pesmi na albumu, Save Me in Liquid State je zapel Wolstenholme, govorita pa o njegovi izkušnji in borbi z alkoholizmom. Tudi ta album, tako kot The Resistance, so Muse sproducirali sami s pomočjo Adriana Bushbyja. 6. junija 2012 so Muse izdali napovednik za nov album imenovan The 2nd Law skupaj z uro ki odšteva dni do izida albuma.
Naslovi pesmi iz albuma so bii izdani 13. julija 2012. Prvi single iz albuma, Survival, je bila uradna himna za Londonske poletne Olimpijske igre leta 2012. Drug single, Madness, je bil izdan Avgusta 2012. Album so prvotno nameravali izdati septembra 2012, vendar so izid prestavili za en teden, tako je album bil izdan 1. oktobra po vsem svetu in 2. oktobra v ZDA. Dosegel je prvo mesto na angleških lestvicah in drugo na ameriških. Pesem Madness je bila nominirana v kategoriji za najboljšo rock pesem, album pa je bil nominiran za najboljši rock album na 55. Grammyjih leta 2013. S singlom Supremacy, so Muse tudi otvorili Brite 2013, kjer so nastopali z orkestrom. Izdali so še dva singla, Follow Me in Panic Station. Pesem The 2nd Law: Isolated System je bila uporabljena tudi v filmu World War Z, kjer je bila glavna pesem. Pesem sta po besedah Brada Pitta, ki je igral glavno vlogo v filmu, izbrala režiser in on saj sta želela imeti podobno vzdušje kot ga je dala pesem Tubular Bells izvajalca Mika Oldfielda v filmu The Exorcist. Zraven omenjene pesmi je bila v filmu v odjavni špici uporabljena tudi pesem Follow Me. Muse so tudi imeli konecrt na svetovni premieri filma v Londonu leta 2013.
The 2nd Law turneja je potekala po evropi leta 2012 in po ZDA leta 2013, poleti, istega leta, pa so imeli tudi turnejo po večjih evropskih stadionih z naslovom Unsustainable Tour kjer so imeli eno izmed največjih produkcij do sedaj. Muse so 29. novembra, leta 2013, izdali njihov četrti "live" DVD/CD, imenovan Live at Rome Olympic Stadium, ki je bil sneman na olimpijskem stadionu v Rimu 6. julija 2013. To je bil tudi prvi koncert sneman v 4K resoluciji. Leta 2014 so Muse igrali kot glavne točke na nekaterih večjih svetovnih festivalih kot so Coachella in Lollapalooza. V tem času je Matt trpel za laringitisom, vendar je kljub nasvetom zdravnikom vseeno odpel koncerte pri katerih je prilagodil vokal takratnim omejenim sposobnostim. Na teh festivalih so odigrali tudi cover pesmi Lithium od Nirvane, v čast Kurtu Cobainu ki je imel leta 2014 20. obletnico smrti.

## Drones (2015 – 2016)
Jeseni 2014 so Muse začeli z delom na njihovem šestem studijskem albumu Drones ki so ga končali aprila 2015. V intervjujih je Bellamy večkrat povedal da so predhodno, predvsem na albumih The Resistance in The 2nd Law, veliko eksperimentirali z orkestralno glasbo, elektronsko glasbo in ostalimi neobičajnimi elementi, zato so želeli k temu albumu pristopiti spet kot trio, kot so to počeli na prvih albumih, zato je osnova za zvok, kljub nekaterim elektronskim in orkestrskim elementom na albumu le na kitara oziroma klavir, bas in bobni. Zaradi tega je album tudi veliko težji, na njem se najdejo vplivi iz hard rocka in alternativnega metala. Celoten album je bil sneman v poslopju Warehouse Studios v Torontu, producirali pa so ga skupaj z znanim producentom Robertom "Mutt" Langejem ki je znan po sodelovanju z Shanio Twain, Def Leppardi, Bryanom Adamsom, Lady Gago, Nickelbacki, najbolj pa je znan po tem da je produciral album AC/DC, Back in Black. Naslov za album so izdali 26. januarja 2015, ko je video prikazoval mešalno mizo na kateri je pisalo "Artist: Muse; Title: Drones", ter z uporabo hasthagov #MuseDrones. Na njihovem instagramu so izdali tudi več izsekov iz snemanja albuma.
- Prvi single, Psycho, je bil izdan 12. marca 2015, od 15. do 24. marca pa so Muse imeli turnejo po manjših in srednje-velikih prizoriščih v Veliki Britaniji, z naslovom Psycho UK Tour. Po njihovih besedah so želeli spet izkusiti intimno vzdušje majhnih turnej, ki so jih imeli med letoma 1999 in 2003. 23. marca je bil izdan drugi single Dead Inside. Malo po tej turneji so naredili še podobno, vendar manjšo turnejo po ZDA z naslovom Psycho US Tour. 18. maja 2015 so Muse izdali tretji single, Mercy. 29. maja so izdali video za pesem Reapers, ki ji je sledila izdaja pesmi The Handler 2. junija in JFK s pesmijo Defector 3. junija.

16. maja 2015 so Muse imeli prvi večji nastop po izidu albuma, ko so bili glavna točka na prireditvi KROQ Weenie Roast y Fiesta, 23. maja 2015 pa se je z nastopom na festivalu BBC Radio 1 Big Weekend začela poletna festivalska turneja, kjer so gostovali kot glavni gostje na večini večjih festivalov po Evropi, med drugim so imeli tudi prvi nastop na metal festivalu Download v Veliki Britaniji. Jeseni 2015 so naredili manjšo turnejo po Aziji, igrali so na Kitajskem, Tajskem, Singaporju in v Južni Koreji, sledila pa je krajša turneja po južni Ameriki, igrali so v Argentini, v Čilu, Braziliji in Kolumbiji.
17. novembra 2015 se je začela njihova največja arenska turneja do sedaj, imenovana Drones World Tour, ki ima po besedah članov najbolj zahtevno produkcijo, saj vsebuje najnovejšo tehnologijo, med drugim tudi velikanske drone, ki letijo sami s pomočjo senzorjev postavljenih po dvoranah, ter velikanske zavese na katerih se prikazujejo projekcije. Oder je postavljen na sredino arene, tako da obiskovalcem nudi izkušnjo koncerta 360 stopinj, skupini pa omogoča da imajo intimnejši odnos s publiko. Zaradi velikosti produkcije so Muse morali prestaviti nekaj datumov turneje, saj za celotno postavitev in testiranje potrebujejo cel dan.
Turneja se je začela s tremi razprodanimi koncerti v Mehiki, v mestu Ciudad de Mexico, po nekajtedenski pavzi pa so jo nadaljevali v ZDA in Kanadi od decembra do vključno 2. februarja 2016. Turneja se je s štirimi razprodanimi koncerti v Parizu nadaljevala 26. februarja 2016, poteka pa po Evropi.
Poleti se bodo vrnili na krajšo turnejo po evropskih festivalih, med njimi je tudi Glastonbury, na katerem bodo bili glavna točka že tretjič (prvič so bili leta 2004, drugič pa leta 2010).
Leta 2016 je bil album Drones nagrajen z Grammyjem, tako je Drones že njihov drug album nagrajen z Grammyjem za najboljši rock album.
Kasneje, Novembra 2016, so prejeli Q Nagrado za trenutni najboljsi akt na svetu. Prav tako so bili nominirani za MTV EMA nagrado.

## Simulation Theory (2017- )
Leta 2017 so po nekajmesečni pavzi izdali nov single z naslovom Dig Down, ki je bil napisan le mesec in pol pred izidom. Z izdajo singla so nadaljevali tudi s turnejo, tokrat po ameriških amfiteatrih ter nekaj festivalih v ZDA ter v Evropi. Na turneji sta prisotni tudi predskupini 30 Seconds to Mars ter Pvris.
V vseh intervjujih, ki jih je imel Bellamy, je dejal, da bo single Dig Down del novega albuma.
V letu 2018 so, pred izdajo albuma samega, izdali 4 dodatne pesmi, Thought Contagion (izdan pozimi, kot single), Something Human (izdan poleti, prav tako kot single; napovednik je bil predvajan v kinematografih takoj po filmu Drones), The Dark Side in Pressure (v septembru; oba nista bila izdana kot singla ampak zgolj kot digitalni prenosi)
Z izdajo The Dark Side so razkrili tudi vrstni red pesmi, ime albuma, omogočili pa so tudi prednaročila navadnega CD-ja, deluxe CD-ja, super deluxe paketa (ki vsebuje knjižico, dve vinilki in dva CD-ja), avdio kasete in vinilke, z izdajo Pressure pa so razkrili prva mesta, ki jih bodo obiskali med turnejo, ki se začenja Februarja letos v ZDA. Turneja vključuje tudi njihov prvi nastop (in Sloveniji najbližji) v avstrijskem Gradcu, natančneje v dvorani Stadthalle.
9. Novembra 2018 so izdali celoten album Simulation Theory v treh različicah; navadni, deluxe in super deluxe. Za celoten potek nastajanja albuma je bil odgovoren Rich Costey, ki je z Muse sodeloval na vsakem albumu od leta 2004, z izjemo The Resistance. Album so, po albumu Drones, kjer je produkcijo v celoti prevzel Mutt Lange, spet producirali Muse sami, z pomočjo Costeya, kljub temu pa so uporabili nekaj dodatnih producentov, to so Timbaland (Justin Timberlake, Jay-Z), Shellback (Maroon 5, Taylor Swift) in Mike Elizondo (Twenty One Pilots, Eminem).
Slikovni material za album je ustvaril Kyle Lambert, znan angleški ilustrator in grafični oblikovalec, ki je oblikoval posterje, in že od začetka sodeluje pri grafični podobi in dizajnu Netflixove serije Stranger Things, pri kateri sta pred nekaj leti pri digitalnem dizajnu sodelovala tudi Tom Kirk, video producent Muse že od nastanka, in Simon Bennett, dolgoletni oblikovalec njihovih video vsebin. Slikovni material za deluxe različico pa je oblikoval Paul Shiffer, ki je znan po njegovem delu kot oblikovalec in ilustrator filmskih posterjev za Marvel in Star Wars.
Do zdaj so opravili manjšo promocijsko turnejo, ki je vključevala nastope po ameriških in evropskih TV oddajah (Jimmy Kimmel Live, Taratata...), božičnih enodnevnih festivalih v ZDA, opravili pa so tudi par samostojnih nastopov.
Januarja 2019 so pod okriljem Spotify-ja izdali tudi studijsko priredbo Hungry Like the Wolf (v originalu od Duran Duran) in izvedbo Pressure. Obe pesmi so posneli med jesenskimi vajami v studijih "AIR Studios" v Londonu.

## Diskografija
Studijski albumi:
- Showbiz (1999)
- Origin of Symmetry (2001)
- Absolution (2003)
- Black Holes and Revelations (2006)
- The Resistance (2009)
- The 2nd Law (2012)
- Drones (2015)
- Simulation Theory (2018)
- Will of the People (2022)

EP-ji:
- Muse (1998)
- Muscle Museum EP (1999)
- Random 1-8 (2000)
- Summer Stadiums 2010 (2012)
- Live at Koln - Gloria Theatre (2015)
- Spotify Singles (2019)

Live albumi:
- Hullabaloo in Hullabaloo Soundtrack (2002)
- Absolution Tour (2005)
- H.A.A.R.P. (2008)
- Live at Rome Olympic Stadium (2013)

## Glasbeni slog
Muse v njihov značilen in edinstven zvok mešajo glasbene sloge in elemente razlićnih glasbenih žanrov kot so elektronika, klasična glasba, hard rock, progresiven rock in metal ter mnogi drugi. Njihov stil nekateri uvrščajo tudi v space rock. Allmusic je njihov glasbeni slog opisal kot fuzijo progresivnega rocka, glama in ekspreimentiranja po slogu skupine Radiohead. Howard je rekel da veliko skupin že meša različne glasbene sloge in meni da je mešanje in diverziteta glasbenih slogov postala že mainstream zadeva.

### Stilistične spremembe
Na prvem albumu Showbiz (1999) so Muse bili po besedah Howarda osredotočeni na indie rock, ljudje pa so jih primerjali s skupinami kot so Radiohead. Na drugem albumu, Origin of Symmetry (2001), ki je nastajal na njihovi turneji z Foo Fighters in Red Hot Chilli Peppers leta 2000 so zato hoteli spremeniti, razširiti in izboljšati njihov slog v nekaj bolj edinstvenega, nekaj bolj progresivnega in agresivnega. Wolstenholme je leta 2000 v intervjuju dejal da ne vidi razlike med lažjim in težjim materialom saj bi težji material lahko bil še težji in agresivnejši, in tudi to je bil njihov namen. Tretji album, Absolution (2003) je nadaljeval v slogu drugega albuma, vendar se na tem albumu pojavlja nekaj še težjih pesmi kot na prejšnjem, eksperimentirali pa so tudi z elektronsko glasbo in orkestralno glasbo z vplivei skupine Queen, pa tudi z različnimi drugimi glasbenimi stili. Na četrtem albumu, Black Holes and Revalations (2006) so veliko bolj osredotočeni na glasbo v stilu space rocka, pojavlja se veliko elektronskih elementov, kljub temu pa še ohranja trdoto z elementi kitare, basa in bobnov. Vplive za album so črpali od skupin kot so Depeche Mode, pa tudi težjih noise rock skupin kot so Lighting Bolt. Prav tako je možno zaznati vplive tradicionalnih skladb bližnjega vzhoda in Azije. Kitarist skupine Queen, Brian May, je skupino pohvalil kot izredne glasbenike ki pustijo da se pokaže njihova norost pri nastajanju glasbe. Na petem albumu, The Resistance (2009) so Muse v elektronske elemente začeli še bolj vključevati orkestralno glasbo, čeprav se na albumu pojavi glasba s kitarami, basom in bobnih se veliko glasbe giblje okoli orkestralne in elektronske glasbe. Na albumu je najbolj čutiti vpliv skupine Queen in raznih skladateljev klasične glasbe.
Šesti album, The 2nd Law (2012) je verjetno najbolj eksperimentalen album skupine, na njem se nahajajo elementi funka, dubstep glasbe, elektronske glasbe, filmske glasbe, orkestralne rock glasbe in tudi metal ter flamenko glasbe. Na glasbo iz The 2nd Law so najbolj vplivali izvajalci Queen in Led Zeppelin (na pesmih Supremacy in Survival), Depeche Mode (Madness), Skrillex in Nero (The 2nd Law: Unsustainable in Follow Me), Michael Jackson in Stevie Wonder (Panic Station) pa tudi skladatelj filmske glasbe Hans Zimmer (The 2nd Law: Isolated System), ki je Bellamyja tudi povabil v njegov studio. Album vsebuje tudi dve pesmi ki ju je napisal in odpel basist Wolstenholme, Save Me in Liquid State, na katere je po njegovih besedah najbolj vplivala skupina Beach Boys, predvsem na pesem Save Me, čutiti pa se da tudi vpliv skupine Queens of the Stone Age na pesmi Liquid State.
Na sedmem albumu, Drones (2015) so se Muse želeli vrniti nazaj na prvoten način komponiranja in pisanja pesmi, kot trio, saj so po njihovih besedah, predvsem pri pisanju zadnjih dveh albumov, največ časa preživeli v kontrolni sobi za sintisajzerji in niso posvetili dovolj časa "jammanju", kot so to storili za album Drones, ki so ga napisali kot trio, s pomočjo "jama", v kleti pri Bellamyju doma. Na albumu se da čutiti vplive skupin kot so Rage Against the Machine (Reapers), The Doors (Psycho), Pink Floyd (Aftermath, The Globalist) in Queen (Defector), album pa vsebuje tudi elemente iz starejših albumov. Na albumu se pojavi tudi "riff" ki so ga Muse igrali kot outro na raznih nastopih že od leta 1999, nikoli pa ga niso uporabili v pesmi do sedaj, ko se pojavi na pesmi Psycho.
Po besedah Bellamyja so z albumum Drones potegnili črto pod določenim obdobjem glasbenega sloga ki so ga izvajali nekaj let, v intervjuju z revijo Q je povedal da bodo z naslednjo izdajo materijla, ko bo ta naret, najverjetneje spremenili pristop pisanja in snemanja pesmi, uporabili bodo več elektronskih elementov, orkestrskih elementov in bodo spet začeli eksperimentirati z glasbenimi slogi in raznimi inštrumenti, spremenili pa bodo najverjetneje tudi izdajo materiala.

### Pristop h glasbi
Veliko pesmi je znana po Bellamyjevi uporabi falsetta, vibrata in elementov, na katere je vplival znan vokalist in glasbenik Jeff Buckley. Kot pianist, Bellamy pogosto vključuje tehniko zlomljenih akordov, arpeggie na veliko pesmih kjer je glavna podlaga klavir. Večina vplivov na njegov način pisanja in igranja se pripisuje skladateljem kot so Sergei Rachmaninoff, Pyotr Tchaikovsky, Hector Berlioz, Ludwig van Beethowen, Franz Lizst in Frederic Chopin.
V veliko pesmih je glavni motiv tudi bas kitara, kitara pa poskrbi le za dodatno plast h glasbi. Pri basu se največkrat pojavljajo efekti kot so fuzz in distortion, včasih pa je zamenjan ali pa poudarjen s sintetizatorji (kot je to na pesmih Plug in Baby, Dead Inside in Hysteria). Bas včasih igra tudi višje tone. Matt ima v kitaro vgrajenih tudi več efektov kot so fuzz factory in Kaoss pad, s katerim lahko dosega razne psihadelične kitarske efekte ki se uporabljajo v živo, včasih pa tudi v studiu, kontrolirajo lahko Whammy pedal ali pa Korgov Kaoss pad.
Kot kitarist Matt večkrat uporablja razne efekte ki vplivajo na "pitch", to je največkrat Whammy pedal. Izvajalca ki sta najbolj vplivala na njegov zvok in slog igranja so Tom Morello in Jimi Hendrix, podporo pa daje tudi vpliv latinske in španske glasbe, saj se je Matt v mladih letih učil igrati na klasično kitaro.
V zadnjih letih Bellamy omenja, da ima občutek, da kitara kot glavni inštrument v glasbi, izumira, zato je za zadnji album uporabil kitaro v večini pesmi bolj kot plast in teksturo.

### Besedila
Na prvem albumu, Showbiz (1999), je večina besedil govorila o razmerjih, odnosih in težavah ki so se jim dogajale ko so se hoteli uveljaviti v njihovem mestu kjer so živeli, Teignmouth v Devonu. Z napredovanjem skupine so se koncepti pesmi spremenile v nekaj bolj ambicioznega, tako se na drugem albumu, Origin of Symmetry (2001) pojavi veliko pesmi ki opisujejo strah pred tehnologijo in napredovanjem tehnologije, na tretjem albumu, Absolution (2003), govorijo predvsem o apokalipsi. na četrtem albumu, Black Holes and Revalations (2006) pa se dotikajo tem kot so vojne. The Resistance (2009) je bil njihov prvi pristop k pisanju konceptualnega albuma, giblje pa se okoli zgodbe iz knjige 1984, ki jo je napisal George Orwell. Šesti album, The 2nd Law (2012), v večini govori o ekonomiji, zakonu termodinamike, energiji ter se dotika podobnih apokaliptičnih tem. Drones (2015) je spet konceptualni album, vendar ima tokrat bolj konsistentno in ustaljeno zgodbo, ki si jo je zmislil Bellamy. Govori o uporabi vojaške tehnologije za ubijanje, predvsem o dronih, kar pove že ime albuma, droni pa so uporabljeni tudi kot metafora za ljudi, saj govori o tem kako ljudem že od rojstva vse osebe na višjih položajih in voditelji perejo glave, kar jim omogoča da jih lahko kontrolirajo, kot pilot kontrolira drone. Njihov naslednji album Simulation Theory (2018) je tematsko sicer raznolik, a ima osnove konceptualnega albuma, saj Bellamy v večini pesmih v ospredje postavlja vprašanje ali je naš svet in vse okoli nas pravo oziroma ali smo le del virtualnega sveta/simulacije. Posledično se prepleta tudi tema kombiniranja virtualnega, elektronskega sveta z pravim svetom. Bellamy je omenil, da se to kaže tudi v glasbi, saj se organski elementi (akustične kitare, akustični bobni in bas) skozi celoten album mešajo z elektronskimi elementi. Matt je za inspiracijo prav tako omenil dela Richarda Dawkinsa, v katerih primerja širjenje mišljenj, ne glede na to, ali so resnične oziroma ali držijo ali ne, z širjenjem virusov.
Knjige ki so navdihnile besedila:
- 1984 (George Orwell)
- Brainwashing: The Science of Thought Control (Kathleen Taylor)
- Confessions of an Economic Hitman (John Perkins)
- Rule by Secrecy (Jim Marrs)
- The Grand Chessboard: American Primacy and Its Geostrategic Imperatives (Zbigniew Brzezinski)
- Hyperspace (Michio Kaku)
- The 12th Planet (Zecharia Sitchin)
- Trance Formation of America (Mark Phillips)
- The Magic of Reality (Richard Dawkins)

## Člani

### Glavni člani:
- Matthew Bellamy - vokal, kitara, klavir (od 1994 naprej)
- Christopher Wolstenholme - bas, back vokal, sintisajzer, ustna harmonika (od 1994 naprej)
- Dominic Howard - bobni, tolkala, sintisajzer, back vokali (od 1994 naprej)

### Člani "v živo":
- Morgan Nicholls - klavir, sintisajzer, sampli, tolkala, back vokal, kitara, bas kitara (2004, 2006 - sedanjost)
- Dan Newell - trobenta (2006 - 2008)
- Alessandro Cortini - klavir, sintisajzer (2009, nadomesten član)